# Neolimnia obscura
Neolimnia obscura är en tvåvingeart som först beskrevs av Frederick Wollaston Hutton 1901.  Neolimnia obscura ingår i släktet Neolimnia och familjen kärrflugor. Inga underarter finns listade i Catalogue of Life.